# Леляки (Киевская область)
Леляки (укр. Леляки) — село, входит в Барышевский район Киевской области Украины.
Население по переписи 2001 года составляло 468 человек. Почтовый индекс — 07552. Телефонный код — 4576. Занимает площадь 2,68 км². Код КОАТУУ — 3220287302.

## Местный совет
07552, Киевская обл., Барышевский р-н, c. Семёновка, ул. Якира, 2